# دامغ الحمزات (ردمان)

تعديل مصدري - تعديل

دامغ الحمزات هي إحدى قرى عزلة الاغوال العلياء بمديرية ردمان التابعة لمحافظة البيضاء، بلغ تعداد سكانها 254 نسمة حسب تعداد اليمن لعام 2004.